# Michael Neumayer
Michael Neumayer (Bad Reichenhall, 15 gennaio 1979) è un ex saltatore con gli sci tedesco.

## Biografia
In Coppa del Mondo ha esordito in occasione del Torneo dei quattro trampolini del 2000-2001, a Oberstdorf (39°), ha ottenuto il primo podio il 1º gennaio 2008 a Garmisch-Partenkirchen (3°) e la prima vittoria il 7 febbraio 2010 nella gara a squadre di Willingen.
In carriera ha preso parte a due edizioni dei Giochi olimpici invernali, Torino 2006 (8° nel trampolino normale, 11° nel trampolino lungo, 4° nella gara a squadre) e Vancouver 2010 (14° nel trampolino normale, 6° nel trampolino lungo, 2° nella gara a squadre), a cinque dei Campionati mondiali, vincendo tre medaglie, e a quattro dei Mondiali di volo, vincendo una medaglia.
È il detentore del record nazionale tedesco di salto con gli sci con la misura di 227,5 metri ottenuta il 20 marzo 2005 sul trampolino di volo Letalnica di Planica, in Slovenia.

## Palmarès

### Olimpiadi
- 1 medaglia:
  - 1 argento (gara a squadre a Vancouver 2010)

### Mondiali
- 3 medaglie:
  - 2 argenti (gara a squadre dal trampolino normale a Obertdorf 2005; gara a squadre dal trampolino lungo a Val di Fiemme 2013)
  - 1 bronzo (gara a squadre dal trampolino normale a Oslo 2011)

### Mondiali di volo
- 1 medaglia:
  - 1 bronzo (gara a squadre a Tauplitz 2006)

### Coppa del Mondo
- Miglior risultato in classifica generale: 9º nel 2013
- 13 podi (3 individuali, 10 a squadre):
  - 4 vittorie (a squadre)
  - 3 secondi posti (1 individuale, 2 a squadre)
  - 6 terzi posti (2 individuali, 4 a squadre)

#### Coppa del Mondo - vittorie
| Data             | Località  | Nazione   | Trampolino                                                                  |
| ---------------- | --------- | --------- | --------------------------------------------------------------------------- |
| 7 febbraio 2010  | Willingen | Germania  | Mühlenkopf HS145 (con Pascal Bodmer, Martin Schmitt e Michael Uhrmann)      |
| 30 novembre 2012 | Kuusamo   | Finlandia | Rukatunturi HS142 (con Andreas Wellinger, Richard Freitag e Severin Freund) |
| 9 marzo 2013     | Lahti     | Finlandia | Salpausselkä HS130 (con Andreas Wank, Severin Freund e Richard Freitag)     |
| 17 gennaio 2015  | Zakopane  | Polonia   | Wielka Krokiew HS134 (con Marinus Kraus, Richard Freitag e Severin Freund)  |

#### Torneo dei quattro trampolini
- 1 podio di tappa[1]:
  - 1 terzo posto